# Hillel Furstenberg
Hillel (Harry) Furstenberg (hebr. הלל (הארי) פורסטנברג) (ur. 29 września 1935 w Berlinie) – amerykańsko-izraelski matematyk pochodzenia niemieckiego, profesor na Uniwersytecie Hebrajskim w Jerozolimie. Laureat Nagrody Wolfa w dziedzinie matematyki (2006) i Nagrody Abela (2020). Członek National Academy of Sciences oraz Izraelskiej Akademii Nauk Ścisłych i Humanistycznych.

## Życiorys

### Pochodzenie i kariera
Urodził się w 1935 roku w Berlinie. W 1939, zaraz po Nocy kryształowej, jego rodzina uciekła do Stanów Zjednoczonych, gdzie osiadła w Washington Heights Jest znany ze stosowania teorii prawdopodobieństwa w innych obszarach matematyki, m.in. w teorii liczb oraz grupach Liego.
W 1990 wygłosił wykład sekcyjny, a w 2010 wykład plenarny na Międzynarodowym Kongresie Matematyków.

### Życie prywatne
Żonaty, ma pięcioro dzieci i szesnaścioro wnucząt. Zamieszkał w jerozolimskiej dzielnicy Rehavia.

## Nagrody
- 1993: Nagroda Izraela[7],
- 1993: Nagroda Harveya,
- 2006: Nagroda Wolfa w dziedzinie matematyki,
- 2020: Nagroda Abela[4][8].